# 竹内亮
竹内亮（日语：／ Takeuchi Ryō，1978年10月23日—），是一名日本的纪录片导演。现居中华人民共和国江苏省南京市。

## 生平
1978年，竹内亮出生于日本千叶县，2000年毕业于东京视觉艺术学院电影艺术学科，2001年进入日本homeroom有限公司，2001至2003年，以助理导演身份参与多部“海外纪录片”的拍摄。2004至2007年，以导演身份参与日本国内的电视纪录片拍摄，其作品在日本的NHK电视台、东京电视台播出。
2007年，竹内亮导演的电视纪录片在东京as电视台的ガイアの夜明け节目播出、并获得第45届银河奖电视大赛鼓励奖。随后拍摄过多部关于日本国外，特别是关于中国的电视纪录片。
2010年，竹内亮为拍摄《长江 天地大纪行》节目（長江 天と地の大紀行）被NHK派遣至中国，在为期一年间的纪录片录制时期走访了青海、四川、云南等长江流域地区。与当地住民生活密切接触的经历，为他之后决定向中国人介绍现代日本文化以及日本人的生活方式，也为之后的影片创作埋下伏笔。
2012年8月，竹内亮在征得妻子赵萍的同意后决定移居中国，并于2013年8月搬家至南京定居，当时为学习中文，还进入了南京大学学习。
2014年，竹内亮与妻子赵萍成立南京和之梦文化传播有限公司，从此竹内亮以导演的身份制作网络节目和纪录片，赵萍担任制作人，开始了《我住在这里的理由》系列纪录片的策划、拍摄。
2021年2月，竹内亮获得中华人民共和国外国人永久居留身份证。

## 主要作品

### あれから10年　～山一・拓銀の社員たちは今～
本电视记录片经东京电视台2007年12月18日的「ガイアの夜明け」节目播出。
记录片讲述了1997年11月，日本的北海道拓殖银行与山一证券这两家大公司的倒闭，使山一证券雇员约一万人，北海道拓殖银行雇员约5200人陷入失业状态。此片记录了两家企业破产后的日本金融业动荡的十年。

### 长江 天地大纪行
2010年，中日混血旅人阿部力和导演竹内亮一起来到中国，并沿着长江进行了一次6300公里的旅行，并拍摄了一部关于中国的电视纪录片，记录沿途的自然风光和风土人情。本片于2011年在日本NHK电视台播出。本纪录片共三集，分别是西藏大峡谷与理想之国、活在当下的少数民族女子和三峡改变中国。
导演竹内亮和演员阿部力因为这部片子结识，为日后《我住在这里的理由》中的合作埋下伏笔。

### 我住在这里的理由系列纪录片
《我住在这里的理由》是一部没有台本的纪录片，记录住在日本的中国人和住在外国的中国人的生活。阿部力在本系列纪录片中担任过主持人，在没有了解任何有关主人公的背景知识的情况下，直接与主人公见面、参与、记录其日常生活。前22集记录了在日本学习生活的中国人，从23集开始，主人公增加了在中国生活的日本人和住在外国的中国人。《我住在这里的理由》为网络系列纪录片，自2015年11月5日播出第一集后，已拍摄超过100集。每礼拜四更新。

### 冬冬与亮叔的私人假期
《冬冬与亮叔的私人假期》是一个记录男演员阿部力（小名冬冬），和纪录片导演竹内亮（昵称亮叔）如何度过自己的假期的旅游真人秀节目。其中包含了部分《我住在这里的理由》的花絮，共15集。

### 东游食记
《东游食记》由纱纱（日本人）和溪子（中国人）主持，主要内容为介绍日本的历史、文化和饮食。

### 好久不见，武汉
在《好久不见，武汉》中，竹内亮作为导演采访了十位武汉市民在新冠疫情期间的生活；该部纪录片的制作初衷起源于其日本朋友对武汉存有很多偏见，以纪录片导演、中国在住外国人身份，竹内亮经募集后选中十位武汉市民作为采访对象以制作本部纪录片。

### 再会长江
《再会长江》是以长江为线索，记录长江沿岸居民十年来的生活变迁的纪录电影，是《长江 天地大纪行》的续作，于2021年拍摄。
| 网络纪录片时期（中国） | 网络纪录片时期（中国）   | 网络纪录片时期（中国） | 网络纪录片时期（中国）     | 网络纪录片时期（中国） | 网络纪录片时期（中国） | 网络纪录片时期（中国） | 网络纪录片时期（中国）                     | 网络纪录片时期（中国） |
| 年份                   | 作品名称                 | 主持人                 | 集数                       | 每集时长               | 语言                   | 制片国家               | 播放平台                                   | 特殊事项 |
| ---------------------- | ------------------------ | ---------------------- | -------------------------- | ---------------------- | ---------------------- | ---------------------- | ------------------------------------------ | --- |
| 2015                   | 《我住在这里的理由》     | 阿部力                 | 327（截止至2023年4月11日） | 10-18分钟              | 中文/日语              | 日本/中国大陆          | bilibili、爱奇艺、优酷、腾讯视频、搜狐视频 | 1、在"Tokyo Docs 2017"的"Short Documentary Showcase"部门受邀放映。 2、被评为“微博2017十大影响力旅游视频栏目”。 3、主题曲《COUNTRY COLOR》 |
| 2016                   | 《冬冬与亮叔的私人假期》 | 竹内亮/阿部力          | 15（截止至2018年3月15日）  | 15分钟                 | 中文/日语              | 中国大陆               | bilibili、爱奇艺、优酷、腾讯视频、搜狐视频 | 无 |
| 2017                   | 《东游食记》             | 纱纱（日）/溪子（中）  | 28（截止至2018年3月19日）  |                        | 中文/日语              |                        | bilibili、爱奇艺、优酷、腾讯视频、搜狐视频 | 无 |

## 其他
竹内亮导演为中日文化交流中做出了贡献。2017年11月15日，竹内亮在东南大学外国语学院（南京），为日语系的师生做了有关中日文化的讲座。2018年3月15日，竹内亮在日本驻上海总领事馆做演讲。内容包括在日本的中国人和在中国的日本人之间的故事，以及自己的经历、对节目制作的想法等等。

## 拓展阅读
- 和之梦官方网站 （页面存档备份，存于）
- ワノユメ(和の夢)
- 【专访】日本导演竹内亮：最爱镜头中的中国人“哭了，笑了，最真实” （页面存档备份，存于），人民网，2017-11-17
- “我是‘南京大萝卜’”——访日本导演竹内亮 （页面存档备份，存于），新华网，2015-05-31